# Florence Earle Coates
Florence Earle Coates (Filadelfia, Estados Unidos, 1 de julio de 1850 - Filadelfia, 6 de abril de 1927) fue una poetisa y escritora estadounidense.

## Biografía
Nació en Filadelfia en 1850. Su abuelo, Thomas Earle, fue un destacado filántropo y el primer candidato a la vicepresidencia de los Estados Unidos por el Liberty Party. Su padre, George H. Earle, fue, a su vez, un destacado abogado.
Recibió una completa educación, llegando incluso a viajar a Europa. Además de su talento para las letras, destacaba también como música y en teatro.
En el ámbito literario, los escritos de Matthew Arnold tuvieron una gran influencia en su poesía. Este la recibió en su casa en más de una ocasión.

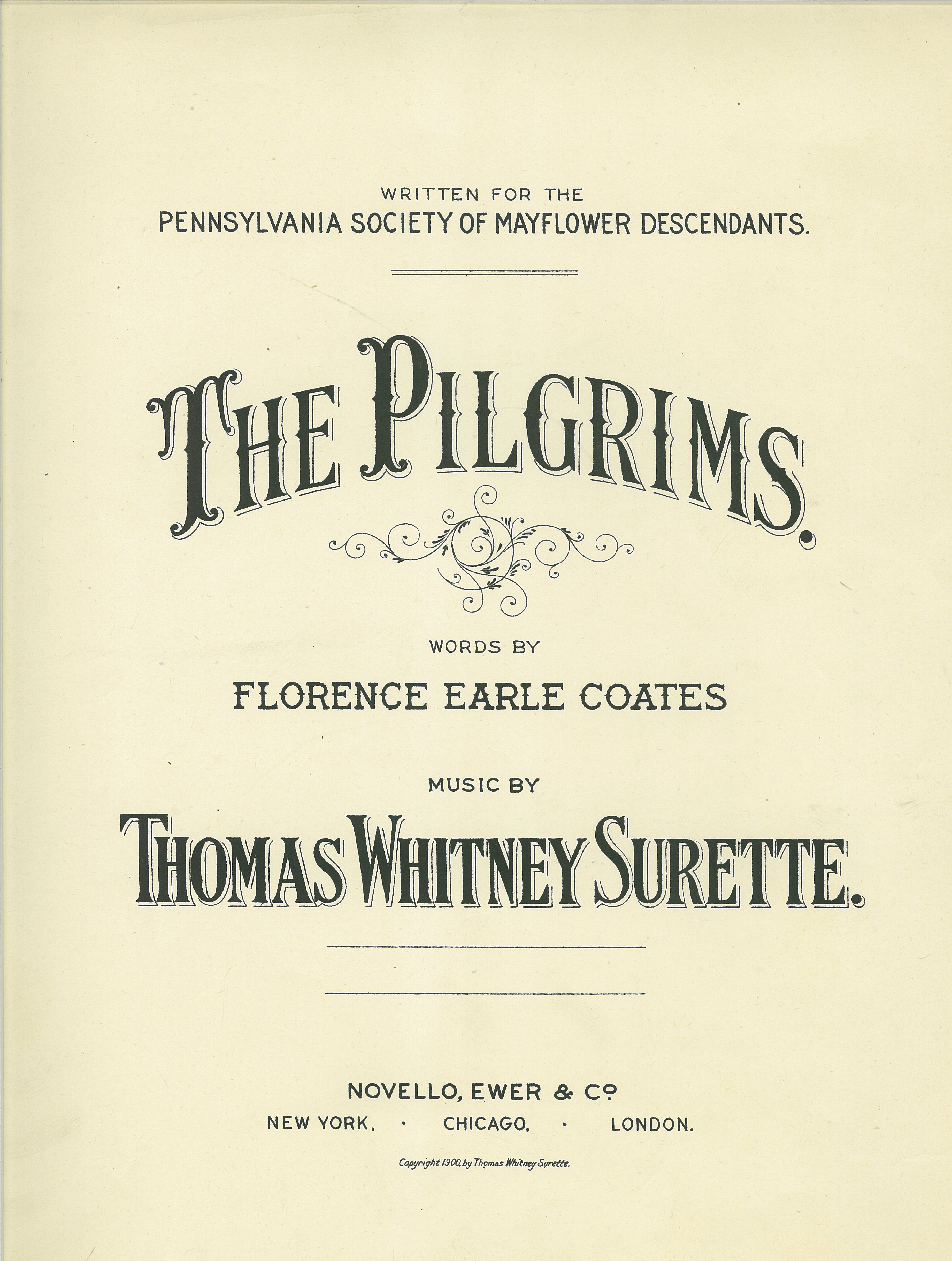
Himno escrito para la Society of Mayflower Descendants in the Commonwealth of Pennsylvania (1900).

Colaboró, de manera habitual, con publicaciones como Century, Atlantic Monthly, Harper's Magazine y Lippincott's Magazine.
Falleció el 6 de abril de 1927, a los 76 años de edad.

## Obras
|                                             |
|                                             |
| POEMS. (1898)                               |
| MINE AND THINE. (1904)                      |
| LYRICS OF LIFE. (1909)                      |
| THE UNCONQUERED AIR AND OTHER POEMS. (1912) |
| POEMS. 2 vols. (1916)                       |
| PRO PATRIA. (1917)                          |
| Fugitive verse.                             |
| Sobre Matthew Arnold. (1894, 1909)          |
| Otras obras.                                |

## Atribución
- Este artículo contiene texto traducido desde una publicación que se encuentra ahora en dominio público: Willard, Frances Elizabeth; Livermore, Mary Ashton Rice (1897). American Women: Fifteen Hundred Biographies with Over 1,400 Portraits : a Comprehensive Encyclopedia of the Lives and Achievements of American Women During the Nineteenth Century. Mast, Crowell & Kirkpatrick.

- Datos: Q5460603
- Multimedia: Florence Earle Coates / Q5460603